# Antropologia polityczna

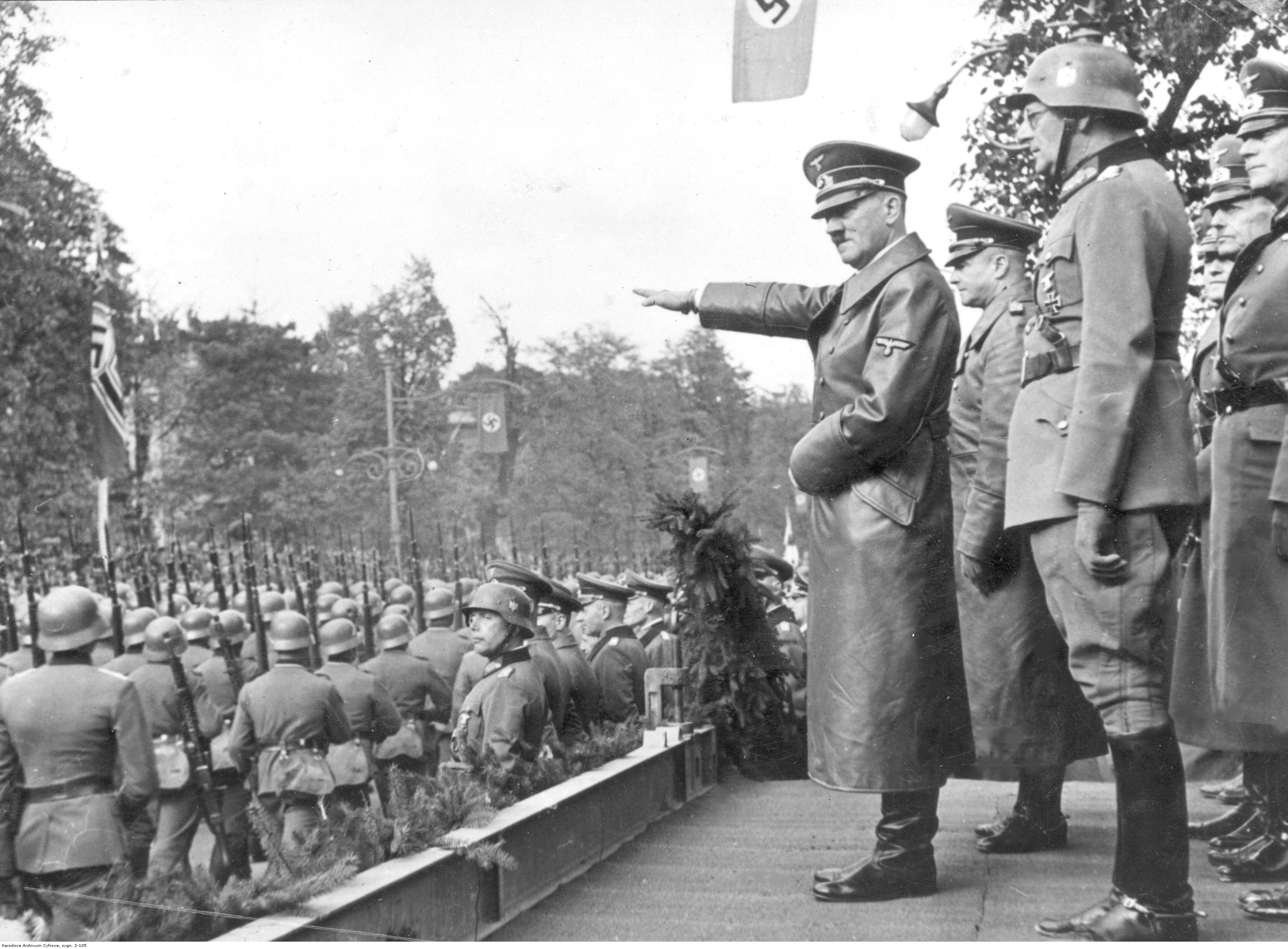
Adolf Hitler w Warszawie (1939)

Antropologia polityczna – stosunkowo nowa subdyscyplina antropologii. Przedmiotem jej zainteresowania jest organizacja polityczna społeczeństw przedpaństwowych (organizacji plemiennych, wodzostwa itp.) rozpatrywana wraz z analizą wytworów kulturowych i systemów prawnych. Antropologia polityczna nie wykształciła własnych metod badawczych, opiera się na badaniach terenowych i pogłębionych wywiadach. Duży nacisk kładzie na badania o charakterze jakościowym. 
Subdyscyplina ta najbardziej rozwinęła się w Wielkiej Brytanii, gdzie zainteresowali się nią funkcjonaliści. Obecnie pojawiają się tendencje do badania w ramach antropologii politycznej także organizacji politycznych społeczeństw współczesnych i zachowań ludzkich w sferze polityki.